# Rugby Canada Super League 2001
Rugby Canada Super League 2001 – czwarta edycja najwyższej klasy rozgrywkowej w rugby union w Kanadzie. Zawody odbywały się w dniach 2 czerwca–28 lipca 2001 roku.
W zawodach triumfowała drużyna Fraser Valley Venom, która w finałowym pojedynku pokonała zespół Toronto Renegades 20–14.

## Faza grupowa

### Dywizja wschodnia
| 9 czerwca 2001 | Toronto Renegades | 46:18 | Montreal Menace | Wanderers Fields, Toronto |
| 9 czerwca 2001 |                   | 46:18 |                 | Wanderers Fields, Toronto |

| 9 czerwca 2001 | Newfoundland Rock | 36:10 | Black Spruce Rugby | Swilers Rugby Complex, St. John’s |
| 9 czerwca 2001 |                   | 36:10 |                    | Swilers Rugby Complex, St. John’s |

| 23 czerwca 2001 | Black Spruce Rugby | 12:18 | Nova Scotia Keltics |  |
| 23 czerwca 2001 |                    | 12:18 |                     |  |

| 30 czerwca 2001 | Nova Scotia Keltics | 12:9 | Montreal Menace | Shannon Park, Halifax |
| 30 czerwca 2001 |                     | 12:9 |                 | Shannon Park, Halifax |

| 30 czerwca 2001 | Toronto Renegades | 34:12 | Newfoundland Rock | Fletcher’s Fields, Markham |
| 30 czerwca 2001 |                   | 34:12 |                   | Fletcher’s Fields, Markham |

| 3 lipca 2001 | Montreal Menace | 21:30 | Newfoundland Rock | Sainte-Anne-de-Bellevue |
| 3 lipca 2001 |                 | 21:30 |                   | Sainte-Anne-de-Bellevue |

| 7 lipca 2001 | Black Spruce Rugby | 14:36 | Toronto Renegades | Fletcher’s Fields, Markham |
| 7 lipca 2001 |                    | 14:36 |                   | Fletcher’s Fields, Markham |

| 8 lipca 2001 | Nova Scotia Keltics | 10:27 | Toronto Renegades | Shannon Park, Halifax |
| 8 lipca 2001 |                     | 10:27 |                   | Shannon Park, Halifax |

| 14 lipca 2001 | Newfoundland Rock | 27:8 | Nova Scotia Keltics | Swilers Rugby Complex, St. John’s |
| 14 lipca 2001 |                   | 27:8 |                     | Swilers Rugby Complex, St. John’s |

| 14 lipca 2001 | Montreal Menace | 22:23 | Black Spruce Rugby | Sainte-Anne-de-Bellevue |
| 14 lipca 2001 |                 | 22:23 |                    | Sainte-Anne-de-Bellevue |

### Dywizja zachodnia
| 2 czerwca 2001 | Fraser Valley Venom | 21:6 | Edmonton Gold |  |
| 2 czerwca 2001 |                     | 21:6 |               |  |

| 8 czerwca 2001 | Edmonton Gold | 15:50 | Vancouver Island Crimson Tide | Ellerslie Rugby Park, Edmonton |
| 8 czerwca 2001 |               | 15:50 |                               | Ellerslie Rugby Park, Edmonton |

| 9 czerwca 2001 | Saskatchewan Prairie Fire | 23:28 | Vancouver Island Crimson Tide | Sakatoon Rugby Park, Saskatoon |
| 9 czerwca 2001 |                           | 23:28 |                               | Sakatoon Rugby Park, Saskatoon |

| 9 czerwca 2001 | Calgary Mavericks | 15:22 | Fraser Valley Venom | Calgary Rugby Park, Calgary |
| 9 czerwca 2001 |                   | 15:22 |                     | Calgary Rugby Park, Calgary |

| 16 czerwca 2001 | Saskatchewan Prairie Fire | 45:5 | Manitoba Buffalo | Sakatoon Rugby Park, Saskatoon |
| 16 czerwca 2001 |                           | 45:5 |                  | Sakatoon Rugby Park, Saskatoon |

| 16 czerwca 2001 | Fraser Valley Venom | 26:23 | Vancouver Island Crimson Tide | South Surrey Athletic Park, Surrey |
| 16 czerwca 2001 |                     | 26:23 |                               | South Surrey Athletic Park, Surrey |

| 23 czerwca 2001 | Vancouver Island Crimson Tide | 25:17 | Manitoba Buffalo |  |
| 23 czerwca 2001 |                               | 25:17 |                  |  |

| 23 czerwca 2001 | Fraser Valley Venom | 37:27 | Saskatchewan Prairie Fire |  |
| 23 czerwca 2001 |                     | 37:27 |                           |  |

| 23 czerwca 2001 | Edmonton Gold | 44:24 | Calgary Mavericks |  |
| 23 czerwca 2001 |               | 44:24 |                   |  |

| 30 czerwca 2001 | Manitoba Buffalo | 13:22 | Fraser Valley Venom | Maple Grove Rugby Park, Winnipeg |
| 30 czerwca 2001 |                  | 13:22 |                     | Maple Grove Rugby Park, Winnipeg |

| 30 czerwca 2001 | Vancouver Island Crimson Tide | 24:13 | Calgary Mavericks | Victoria |
| 30 czerwca 2001 |                               | 24:13 |                   | Victoria |

| 7 lipca 2001 | Calgary Mavericks | 17:22 | Manitoba Buffalo | Calgary Rugby Park, Calgary |
| 7 lipca 2001 |                   | 17:22 |                  | Calgary Rugby Park, Calgary |

| 7 lipca 2001 | Edmonton Gold | 18:26 | Saskatchewan Prairie Fire | Ellerslie Rugby Park, Edmonton |
| 7 lipca 2001 |               | 18:26 |                           | Ellerslie Rugby Park, Edmonton |

| 14 lipca 2001 | Manitoba Buffalo | 24:25 | Edmonton Gold | Maple Grove Rugby Park, Winnipeg |
| 14 lipca 2001 |                  | 24:25 |               | Maple Grove Rugby Park, Winnipeg |

| 14 lipca 2001 | Saskatchewan Prairie Fire | 22:10 | Calgary Mavericks | Regina Rugby Club, Regina |
| 14 lipca 2001 |                           | 22:10 |                   | Regina Rugby Club, Regina |

## Finał
| 28 lipca 2001 | Fraser Valley Venom | 20:14 | Toronto Renegades | St. John’s |
| 28 lipca 2001 |                     | 20:14 |                   | St. John’s |